# John Zegrus
John Allen Kuchar Zegrus (ジョン・アレン・カッチャー・ジーグラス, Jon Aren Kacchā Jīgurasu) ist der angebliche Name einer realen Person, die 1960 in Japan wegen angeblicher Dokumentenfälschung inhaftiert wurde. Er wurde von den japanischen Nachrichten als „Mystery Man“ (ミステリー・マン) bezeichnet und wurde zum Protagonisten einiger Moderner Sagen.

## Geschichte
Im Oktober 1959 reiste eine Person namens John Allen Kuchar Zegrus, 36 Jahre alt, mit seiner koreanischen Frau nach Japan ein. Drei Monate später wurde er vom Marunouchi-Polizeibüro verhaftet, da er des Identitätsbetrugs verdächtigt wurde. Er versuchte, in der japanischen Niederlassung der Chase Manhattan Bank einen Scheck in Höhe von 200.000 Yen und einen Reisescheck in Höhe von 140 US-Dollar (damals etwa 50.400 Yen) einzulösen, und in der japanischen Niederlassung der Bank von Korea 100.000 Yen.
Der Fall wurde im Büro für öffentliche Sicherheit der TMPD von Atsuyuki Sassa untersucht, der später in seinen Memoiren über Zegrus schreiben sollte. Die Person behauptete, ein Botschafter von Negus Habes (ネグシ・ハベシ, Negushi Habeshi, in Anlehnung an Abessinien) zu sein, der diplomatische Immunität genießt, und ein amerikanischer Spion. Auf die Frage nach seinem Land antwortete er, es liege südlich von Äthiopien. Er hatte auch einen großen Reisepass in der Größe eines Magazins in der Hand, der in „Negus-Habessisch“ mit einer unbekannten Schrift geschrieben war, die dem Arabischen ähnelte. Obwohl er die Stempel japanischer Botschaften in verschiedenen ostasiatischen Ländern enthielt, wurde festgestellt, dass der Pass von Zegrus gefälscht war. Darüber hinaus wurde ein Visum von der japanischen Botschaft in Taipeh ausgestellt.
Den Unterlagen zufolge gab Zegrus an, er sei in den USA geboren, über die Tschechoslowakei und Deutschland nach Großbritannien gezogen und habe dort die High School besucht. Während des Zweiten Weltkriegs war er Pilot der Royal Air Force und geriet einmal in deutsche Gefangenschaft. Nach dem Krieg lebte er in Lateinamerika. Später wurde er Spion für die Amerikaner in Südkorea, diente als Pilot in Thailand und Vietnam und wurde dann von der Vereinigten Arabischen Republik mit einer Mission beauftragt und wurde Diplomat in Negus Habes, einem Land in der Nähe von Äthiopien. Er kam in geheimer Mission nach Japan, wo er unter anderem japanische Militärfreiwillige für die Vereinigte Arabische Republik rekrutierte. Nach Kontaktaufnahme mit den genannten Ländern wurde schließlich festgestellt, dass diese Informationen nicht den Tatsachen entsprachen, und die Siegel in seinem Pseudopass erwiesen sich als gefälscht.
Am 10. August 1960 überprüfte das Bezirksgericht Tokio den Fall und verurteilte Zegrus zu einem Jahr Gefängnis. Nach der Urteilsverkündung versuchte er, Selbstmord zu begehen, indem er sich mit einer Glasscherbe, die er heimlich zum Gericht brachte, die Adern aufschnitt.
Nach der Freilassung wurde Zegrus von Japan nach Hongkong abgeschoben, von wo aus er bei der Einreise registriert wurde. Seine Frau wurde nach Südkorea deportiert.

## In Modernen Sagen
In der Ausgabe der Vancouver Province vom 15. August 1960 wurde die Geschichte mit einigen Abänderungen berichtet. In einem Artikel mit der Überschrift „Mann mit eigenem Land“ behauptete die Zeitung, John Allen Kuchar Zegrus sei „eingebürgerter Äthiopier und Geheimagent für Oberst Nasser“ und besitze einen Pass, der „in Tamanrasset, der Hauptstadt von Taured südlich der Sahara, ausgestellt wurde“. Taured ist wahrscheinlich ein Schreibfehler der Tuareg, und Tamanrasset ist eine Provinz in Algerien. Die Zeitung zitierte auch einen Text in „Taured-Sprache“, der mit lateinischen Buchstaben geschrieben war. Bereits am 29. Juli 1960 wurde die Geschichte in dieser Form im britischen Unterhaus erwähnt und von Robert Mathew als Argument dafür angeführt, dass „Pässe keine sehr guten Sicherheitskontrollen sind“.
Der Fall wurde in den 60er Jahren von Louis Pauwels gemeinsam mit Jacques Bergier in Büchern veröffentlicht. Nach ihrer Version der Geschichte wurde eine Person aus Tuared, einem Land in Ostafrika, das sich „von Mauretanien bis zum Sudan erstreckte und einen großen Teil Algeriens einschloss“, 1954 in Japan bei einer Passkontrolle verhaftet und in eine psychiatrische Klinik eingewiesen, als sich herausstellte, dass er gekommen war, um „Waffen für die wahre arabische Legion zu kaufen“. Das Land in dieser Geschichte spielt auf die Vereinigte Arabische Republik an, die in Wirklichkeit das heutige Syrien und Ägypten umfasste. 1981 wurde die Geschichte in einem Buch von Colin Wilson und John Grant erwähnt, wobei Tuareg wieder falsch als Taured geschrieben wurde. Im Jahr 2015 wurde der Stoff in The Man from Taured von Bryan W. Alaspa ebenfalls adaptiert.
Schließlich wird auf verschiedenen japanischen Websites, die sich mit urbanen Legenden und okkulten Geschichten befassen, berichtet, dass 1954 ein „Mann aus einer anderen Dimension“ auf dem Flughafen Haneda eintraf. Er besaß einen Tuared-Pass, und als er nach seinem Land gefragt wurde, zeigte er auf Andorra, war aber verwirrt, da er noch nie von Andorra gehört hatte. Er wurde zur Untersuchung in ein Hotel mit zwei Wachen gebracht, verschwand aber am nächsten Morgen von dort.